# Sphaerodactylus leucaster
Espèce
Sphaerodactylus leucaster est une espèce de geckos de la famille des Sphaerodactylidae.

## Répartition
Cette espèce est endémique de République dominicaine.

## Publication originale
- Schwartz, 1973 : A third species of tie Hispaniolan shrevei group of Sphaerodactylus (Sauria, Gekkonidae). Proceedings of the Biological Society of Washington, vol. 86, p. 35-40 (texte intégral).